# Heuliez GX 113
De Heuliez GX 113 is een bustype van de Franse busfabrikant Heuliez Bus. De GX 113 is gelijk aan de GX 107, maar heeft een aantal speciale voorzieningen voor de stad Marseille. De "13" in de naam GX 113 staat voor de departementnummer van het departement Bouches-du-Rhône. De GX 113 is net zoals de GX 107 in 1994 opgevolgd door de GX 317.

## Eigenschappen
Eind 1985 werd de GX 113 in samenwerking met Renault ontwikkeld speciaal voor de stad Marsseille. De bus werd ontworpen op een Renault PR-100-chassis. Hierdoor heeft de bus dezelfde eigenschappen als de Renault PR 100. Er waren twee generaties geproduceerd en zijn vooral te herkennen aan de voorruit. De eerste generatie heeft een meer vierkante rand bij de voorruit en de tweede generatie heeft een rondere rand bij de voorruit.

## Inzet
Dit bustype komt alleen voor in Marseille. In totaal werden 299 exemplaren geproduceerd.
| Land      | Bedrijf | Aantal | Series  | Inzet     | Opmerking | Afbeelding |
| --------- | ------- | ------ | ------- | --------- | --------- | ---------- |
| Frankrijk | RTM     | 8      | 53–60   | Marseille |           |            |
| Frankrijk | RTM     | 75     | 101–175 | Marseille |           |            |
| Frankrijk | RTM     | 5      | 201–205 | Marseille |           |            |
| Frankrijk | RTM     | 98     | 401–599 | Marseille |           |            |
| Frankrijk | RTM     | 12     | 601–612 | Marseille |           |            |

## Verwante bustypes
- Heuliez GX 77H; Midibus versie
- Heuliez GX 107; Standaard stads- en streekbus versie
- Heuliez GX 187; Gelede versie
- Heuliez TRIBUS GX 237; Dubbelgelede versie